# Caerosternus americanus
Caerosternus americanus är en skalbaggsart som först beskrevs av J. E. Leconte 1844.  Caerosternus americanus ingår i släktet Caerosternus och familjen stumpbaggar. Inga underarter finns listade i Catalogue of Life.